# Charles Plisnier
Charles Plisnier (* 13. Dezember 1896 in Ghlin bei Mons; † 17. Juli 1952 in Brüssel) war ein französischsprachiger belgischer Schriftsteller und Politiker.

## Leben
Charles Plisnier wurde 1896 als Sohn eines Industriellen in Ghlin in der Nähe von Mons geboren. Geprägt durch die Schrecken des Ersten Weltkrieges und die herrschende soziale Ungerechtigkeit, begann er sich schon in seiner Jugend für den Marxismus zu interessieren. Nach dem Krieg studierte er Rechtswissenschaften an der Université Libre de Bruxelles.
1919 schließt er sich dem kommunistischen Flügel der Belgischen Arbeiterpartei und 1921 der Kommunistischen Partei Belgiens an. Nach seiner Promotion arbeitete er ab 1922 als Anwalt beim Brüsseler Appellationshof, wo er ausschließlich Arbeiter verteidigte. Nachdem er zunehmend trotzkistische Ideen vertreten hatte, wie die Theorie der permanenten Revolution, schloss ihn die Kommunistische Partei 1928 aus. Zwischenzeitlich Atheist gewesen, entwickelte er sich nun zu einem überzeugten Christen.
Nach dem Zweiten Weltkrieg engagierte er sich mehr und mehr im flämisch-wallonischen Konflikt und sprach sich zunächst für den Anschluss der Wallonie an Frankreich aus, später dann für eine Föderalisierung Belgiens. 1949 wurde er erster Präsident der Föderalistischen Union Europäischer Volksgruppen. In dieser Funktion trat er für ein Europa der Regionen im Gegensatz zu einem Europa der Nationalstaaten ein. 1952 starb er an den Folgen eines chirurgischen Eingriffes.
Für sein Werk Faux-passeports (dt. Falsche Pässe) erhielt Plisnier 1937 den Prix Goncourt. Das war das erste Mal, dass der Preis an einen Nicht-Franzosen ging.

## Werke (Auswahl)

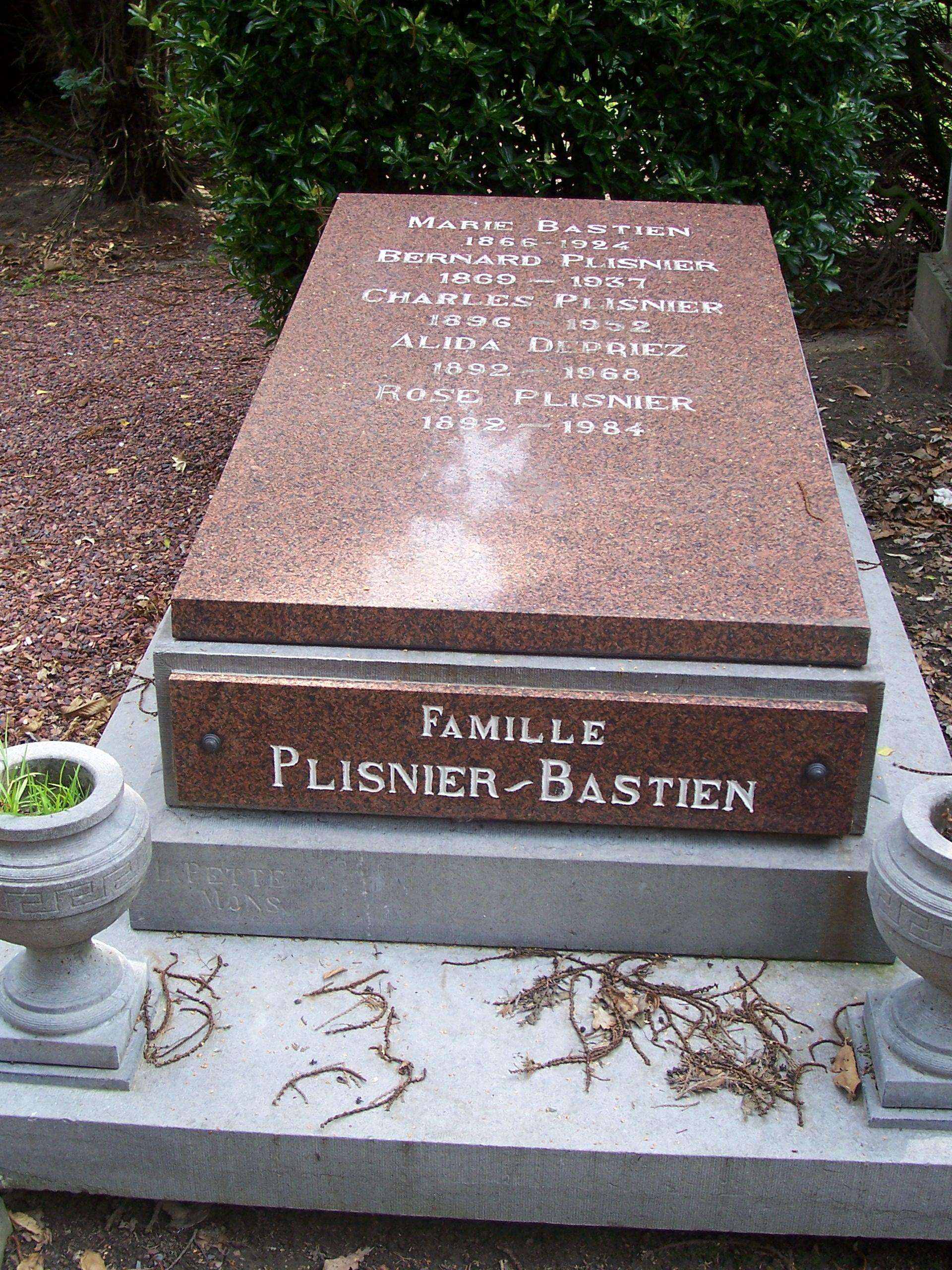
Grabstein Charles Plisniers

- Du sollst nicht begehren. Stahlberg, Karlsruhe 1954.
- Wider die Seele. Hallwag, Bern 1952.
- Der letzte Tag. Hallwag, Bern 1944.
- Schlummernde Glut. Hallwag, Bern 1943.
- Die Familie Annequin. Hallwag, Bern 1942.
- Falsche Pässe. Hallwag, Bern 1941.
- Menschen. Hallwag, Bern 1941.

## Drehbuch
- 1950: Klagt mich an! (Meurtres) – mit Fernandel